# Barilius chatricensis
Barilius chatricensis är en fiskart som beskrevs av Selim och Vishwanath 2002. Barilius chatricensis ingår i släktet Barilius och familjen karpfiskar. IUCN kategoriserar arten globalt som sårbar. Inga underarter finns listade.